# Regió de Bicol
La regió de Bicol (en filipí Kabikulan, en anglès Bicol Region), també anomenada Bicolàndia, és una regió de les Filipines, designada com a Regió V. El seu territori s'estén per la part sud-oriental de l'illa de Luzon, i comprèn també les illes de Catanduanes, Masbate, Ticao, Burias i nombroses illes menors. Consta de sis províncies: Albay, Camarines Nord, Camarines Sud, Catanduanes, Masbate i Sorsogon, a més de la ciutat autònoma de Naga. La ciutat de Legazpi és la capital regional.
La superfície de la regió és de 18.144 km². Segons el cens de 2007, té una població de 5.106.160 habitants.

## Subdivisió administrativa
La regió de Bicol està composta per les següents unitats administratives de primer ordre:
| Província/Ciutat               | Capital           | Població (2007) | Àrea (km²) | Densitat de població (per km²) |
| ------------------------------ | ----------------- | --------------- | ---------- | ------------------------------ |
| Prov. d'Albay                  | Legazpi           | 1.187.185       | 2.565,8    | 462,7                          |
| Prov. de Camarines Nord        | Daet              | 513.785         | 2.320,1    | 221,5                          |
| Prov. de Camarines Sud         | Pili              | 1.533.305       | 5.380,8    | 285,0                          |
| Prov. de Catanduanes           | Virac             | 232.757         | 1.492,2    | 156,0                          |
| Prov. de Masbate               | Ciutat de Masbate | 768.939         | 4.151,8    | 185,2                          |
| Prov. de Província de Sorsogon | Sorsogon          | 709.673         | 2.119,0    | 334,9                          |
|                                |                   |                 |            |                                |
| Ciutat de Naga                 | —                 | 160.516         | 84,5       | 1.900,0                        |
|                                |                   |                 |            |                                |
| Regió de Bicol                 | Legazpi           | 5.106.160       | 18.114,1   | 281,9                          |

Tot i que Naga és sovint agrupada dins de la província de Camarines Sud amb finalitats estadístiques per l'Oficina Nacional d'Estadística, com a ciutat autònoma és administrativament independent de la seva província.